# Mary Proctor
Mary Proctor (1862 – 11 de setembre de 1957) va ser una divulgadora de l'astronomia. Tot i que mai va obtenir cap titulació acadèmica com a astrònoma professional, va ser àmpliament coneguda pels seus nombrosos llibres i articles sobre el tema. El 1898 es va graduar al London College of Preceptors.

## Primers anys
Proctor va néixer a Dublín, Irlanda, filla de Mary i de Richard Anthony Proctor. La seva mare va morir el 1879, el seu pare es va tornar a casar el 1881, i el 1882 la família va emigrar als Estats Units, i es va instal·lar St. Joseph (Missouri). El seu pare va ser un divulgador de l'astronomia, conferenciant i escriptor. A mesura que va créixer, Mary l'ajudava tot tenint cura de la seva biblioteca i corregint proves dels seus llibres abans de publicar-los.

## Carrera
Proctor va començar ajudant al seu pare en la producció d'una nova revista titulada Knowledge (Coneixement), fundada i editada per ell mateix. La seva primera publicació va ser una sèrie d'articles sobre mitologia comparativa. va començar la seva carrera com a conferenciants sobre astronomia a la World's Columbian Exposition el 1893, celebrada a Chicago. Va publicar el seu primer llibre, Stories of Starland, el 1898 el qual va passar a formar part dels llibres de text adoptats pel Consell d'Educació de la Ciutat de Nova York. Va ensenyar astronomia en col·legis privats mentre assistia a la Universitat de Colúmbia.

## Obra
Proctor va escriure articles per a diaris i revistes, i va publicar nombrosos llibres divulgatius. La seva obra estava especialment adaptada per a lectors joves, i va arribar a ser coneguda com "l'astrònoma dels infants". Els seus llibres eren fàcils de llegir, informatius i ben il·lustrats, sense per això perdre rigor. Àmpliament respectada pels astrònoms professionals, va ser membre de l'Associació americana per l'avanç de la ciència el1898, i el 1916 va ser membre de la Reial Societat Astronòmica.

## Algunes publicacions
- Stories Of Starland, 1895.
- Giant Sun And His Family, 1896.
- San Francisco Call, 23 de agosto de 1908.
- Half Hours With The Summer Stars, 1911.
- Legends Of The Stars, 1922.
- The Children's Book Of The Heavens, 1924.
- Evenings With The Stars, 1924.
- Legends Of The Sun And Moon, 1926.
- The Romance Of Comets, 1926.
- The Romance Of The Sun, 1927.
- The Romance Of The Moon, 1928.
- The Romance Of The Planets, 1929.
- Wonders Of The Sky, 1931.
- Our Stars Month By Month, 1937
- Comets, 1937.
- Everyman's Astronomy 1939.
- Comets, Meteors And Shooting Stars, 1940.

## Eponimia
- El cràter lunar Proctor commemora el seu nom, i el cŕater marcià Proctor està dedicat al seu pare.[5][6]